# Numata, Hokkaidō

Numata (沼田町 Numata-chō?) este un oraș din Japonia, prefectura Hokkaidō.